# Brambillino e c.
Brambillino e c. è un fumetto creato da Gian Paolo Barosso (testi) e Maria Luisa Uggetti (disegni) apparso sul Corriere dei Piccoli negli anni 70.
Il protagonista è il giovane Brambillino, che escogita fantasione soluzioni per risolvere i problemi quotidiani dei suoi amici. 
In ogni episodio zio Brambilla, parente del ragazzo, cerca di sfruttare queste soluzioni per fare soldi, ma sempre con esiti disastrosi.